# ケープ・アーガス
ケープ・アーガス（Cape Argus）は、南アフリカ共和国のケープタウンで刊行されている日刊の英字新聞である。単にアーガスとも呼ばれている。南アフリカで最古の新聞として、1857年に創刊された。公称部数は2012年時点で、294,000部である。毎年、自転車レース「ケープ・アーガス・サイクルツアー」を主催している。